# Bartel BM-4
Il Bartel BM-4 fu un aereo da addestramento biposto, monomotore biplano, sviluppato dall'azienda aeronautica polacca Wielkopolska Wytwórnia Samolotów Samolot nei tardi anni venti e prodotto, oltre che dalla stessa, anche dalla Podlaska Wytwórnia Samolotów di Biała Podlaska che ne aveva successivamente acquistato una licenza di produzione.
Destinato alla formazione dei piloti, venne proposto sia sul mercato dell'aviazione generale che di quella militare ottenendo un buon successo commerciale, primo velivolo di progettazione nazionale ad essere impiegato in discrete quantità dalle forze aeree polacche.

## Utilizzatori
Afghanistan
- De Afghan Hauai Quvah

 Polonia
- Siły Powietrzne

### Pubblicazioni
- Bartel BM 4, in Aerei da guerra, Ginevra - Novara, Edito Service S.A. - Istituto Geografico De Agostini, 1993.